# キビ○豚
キビ○豚（キビまるとん）は、沖縄県のブランド豚肉。福まる農場（南風原町）が生産・販売を行っている。キビまる豚とも。
福まる農場が自社で交配、肥育し、精肉や加工品として沖縄県内外のホテルや飲食店に販売しているブランド豚肉である。引き合いが多く、供給が追いついていない状態が続いていたが、2015年6月に増築した豚舎が稼働したことで飼育頭数を増やしている。2016年5月には南風原町内に加工場も稼働を開始しており、六次産業化を進めている。
飼料にはサトウキビの糖蜜や紅イモ、ヨモギ、沖縄特産の長命草などを加えた独自開発したの飼料で飼育を行っている。また、豚舎の衛生管理や給餌方法などで豚のストレスを軽減する工夫を行っている。
肉質はきめ細やかで柔らかく、豚特有の臭いが少ない。脂身は甘くさらりとしている。
琉球大学教育学部と実施した味覚試験では、国産高級豚肉と比べた場合、「うま味」ではほぼ同等、「味の深み」「コク」は上回った結果を出している。食品分析では、うま味成分である遊離アミノ酸がほかの豚肉よりも豊富に含まれており、味の奥行きやコクが優れているとされる。